# 中国科学院成都生物研究所
中国科学院成都生物研究所是中华人民共和国的一所生物学研究机构，是中国科学院的直属研究单位，位于四川省成都市。1958年成立，1978年改为现名。